# Monica Nouwens
Monica Nouwens (Breda, 17 mei 1964) is een Nederlandse beeldend kunstenaar, fotograaf en activist. Ze woont en werkt in Los Angeles. Haar werk komt voort uit haar ervaringen en ontmoetingen in de straten van South East Los Angeles. 
Nouwens was fellow aan de Rijksakademie in Amsterdam en ontving de Graham Foundation Advanced Studies in the Fine Arts Award (2009). Daarnaast gaf ze les als instructeur fotografiestudie aan de University of Monterrey Mexico (2009) en aan de University of California Irvine (2008).

## Biografie
Haar interesse voor het stedelijk landschap kreeg Nouwens mee van haar vader, die architect was. Op jonge leeftijd vergezelde ze hem op zijn reizen door Europa, waar ze alle belangrijke musea en architectonische werken kreeg ze te zien. Na het afronden van de studies Fotografie en Video aan de Willem de Kooningacademie (1986-1991) en de Art Media Studie aan de  Rijksakademie van Beeldende Kunsten (1991-1993), vestigde ze zich in Californië waar ze een studie aan het California Institute of the Arts (1994) volgde.

## Fotowerk
In Los Angeles ontwikkelde ze een fascinatie voor de stedelijke landschappen van Californië. In haar werk brengt ze de subculturen van die stad in beeld; ze staat bekend om portretten van veelal jongeren uit de subculturen van Los Angeles. Het werk van Monica Nouwens ontstaat uit contact, samenwerking en gesprekken die ze aangaat met de geportretteerden. Ze vindt haar modellen door 's nachts door de stad te rijden. De foto's worden door haar verwerkt tot posters die ze ophangt in de wijk waar de foto's zijn gemaakt.  Haar filmische beeldtaal refereert direct aan de Film Noir. Daarbij fotografeert ze vooral subculturen binnen Los Angeles die zich aan de consumptiemaatschappij hebben onttrokken.
In South Central, ten zuidoosten van het centrum van Los Angeles, maakte Nouwens een serie met de titel Rubbernecking (1998-2000) over de Storefront Churches, kleine tijdelijke gebedshuizen die in voormalige winkels of garages werden opgericht door Afro-Amerikanen, maar vooral door Latino-immigranten van de eerste en tweede generatie. Ze fotografeert de gevels van de kerken waar vaak nog teksten op staan die verwijzen naar de voormalige functie van het gebouw en geeft daarmee een beeld van de veranderende stad als gevolg van de exodus van de blanke bevolking uit de stad naar de buitenwijken. De wijk South Central kreeg in 1992 internationale bekendheid door de Black Lives Matter rellen die volgden op het in elkaar slaan van Rodney King door blanke politieagenten.
Naast haar onafhankelijke projecten wordt haar werk regelmatig gepubliceerd in gedrukte media. Ze schreef o.a. voor Volume Magazine en haar werk is verschenen in Rizzoli International Publications, Domus, Aleim.com, V Magazine, Boundaries en Archis. Ze heeft gewerkt voor klanten als Salvatore Ferragamo, Levi's Londen, Prada, etc.

## Videowerk
In het Nederlands Fotomuseum in Rotterdam creëerde Nouwens de ruimte vullende video-installatie This One Is For You Serra (2023-2024) waarop haar foto's en videobeelden van jongeren in Los Angeles werd getoond. het beeldmateriaal werd geprojecteerd op twee grote, half doorzichtige projectieschermen. De installatie is speciaal voor het Rotterdamse fotomuseum ontwikkeld.  Bij de realisatie werkte Nouwens samen met beeldend kunstenaar Sebastián Díaz Morales en videokunstenaar Ivo van Stiphout. 

## Sociale betrokkenheid
Monica Nouwens zet zich als vrijwilliger in voor onder andere:
- Food not Bombs in Los Angeles en Mexico. De organisatie deelt eten uit aan vluchtelingen.
- World Central Kitchen in Mexico, die eten uitdeelt in rampgebieden.
- The Imaginary School, Montreal. Een organisatie de wereld een betere plek wil maken door de betrokkenheid van mensen te vergroten.

## Exposities (selectie)
- Martin Luther King Boulevard (2012), Annie Wharton Gallery in Los Angeles
- Martin Luther King Boulevard (2012), Ron Mandos Gallery in Amsterdam
- Look at me and tell me if you have known me before (2013), Foam fotografiemuseum in Amsterdam
- Gary Let Her Have Her Own Life, Rainbow in Spanish (2020), Los Angeles
- In Los Angeles, the city becomes electric when it gets dark (2021), Helms Bakery District
- Rubbernecking (2021), Stedelijk Museum Bureau Amsterdam.
- Sasha, Pehrspace Gallery (2021), Los Angeles One Is For You Serra (2023), Nederlands Fotomuseum in Rotterdam

### Film- en videoprojecten (selectie)
- Sebastian Cough, Claire Phillips (2001),Stedelijk Museum Bureau Amsterdam
- Sebastian Cough, Claire Phillips, Frans Brommet (2009),Festival of the Rejected Film
- Tim Goodrich, Serge Lounch, Frans Brommet (2010),Festival of the Rejected Film, Amsterdam
- Sebastian Cough, Claire Phillips (2012), Ron Mandos Gallery Amsterdam
- Trenton Rooftop Dance (2013), Foam Fotografiemuseum Amsterdam